# X FUTURE RADIO ON SUNDAY
X FUTURE RADIO ON SUNDAY（クロス・フューチャー・レディオ・オン・サンデー）は、CROSS FMで放送されていたラジオ番組。
放送期間は2001年4月1日～2003年3月30日、毎週日曜日の朝、北九州本社第2スタジオから生放送された。

## 概要
- 2001年春の番組改編時にスタート。同じく土曜日の朝スタートした「X FUTURE RADIO ON SATURDAY」と同様、それまで平日昼間の顔というイメージの強かった立山律子が番組の企画から構成、選曲、しゃべり、放送機器の扱いまですべてを1人で行う、いわゆるワンマンDJスタイルで放送することが話題であり、この改編の目玉でもあった。
- 2002年春の番組改編により立山律子は平日昼間のワイド番組「CROSS RADIO 10」に移動となり、同年4月7日の放送からは八木徹がナビゲーターを務めた。この時も同様にワンマンDJスタイルで放送された。尚、「X FUTURE RADIO ON SATURDAY」のほうは佐藤忠典が担当した。

## 放送時間
- 2001年4月1日～2001年6月24日 毎週日曜日 7:00-10:30

10:30-11:00は横須賀ゆめながナビゲーターを務める「DREAM FIRE」が放送されたが、この番組は同年4月8日からの放送開始であったため、初回の4月1日のみ7:00-11:00で放送された。
- 2001年7月1日〜2003年3月30日 毎週日曜日 7:00-10:00

10:00-10:30に有里知花がナビゲーターを務めるFM NORTH WAVEとの共同制作番組「CAFE PLUMERIA」が放送されたため、30分の番組短縮となった。尚、「DREAM FIRE」「CAFE PLUMERIA」は2002年3月31日で放送終了し、翌週4月7日からはそれまで毎週月曜日深夜に放送されていた「うたいびと はねのはね、ときどきしゃべりびと!?」が10:00-11:00で放送された。この番組は現在も時間を変更して放送中である。

## ナビゲーター
- 立山律子 （2001年4月1日 - 2002年3月31日）

ワンマンDJスタイル初挑戦という、彼女のキャリアの中でもひとつのターニングポイントでもあった。
- 八木徹 （2002年4月7日 - 2003年3月30日）

彼もこの番組がワンマンDJスタイル初挑戦であった。同時期には土曜日夜のワイド番組「RADIO GONG SHOW」も担当した。
2002年10月6日からは同時期6:00〜7:00に放送されていた「CROSS RISING LIVE 600」を放送した後、この番組を担当するという、2番組連続の担当となった。

## 主なコーナー

### 立山律子担当時（2001年4月1日 - 2002年3月31日）
- コンフィ・モーニング （7:20頃）

ボサノヴァを中心に、ゆったりとした曲を3曲続けて放送した。
- トゥデイズ・ピックアップ （随時）

世界中から届くニュースや、近々公開される映画、地元のお得な情報など、さまざまな話題を紹介した。
- リスナーズ・コレクション （8:00頃）

「X FUTURE RADIO ON SATURDAY」の項を参照。
- グッズゲッター （9:30頃）

ナビゲーターが問題を出題し、その答えをリスナーからFAX、Eメールで募集、その中で1番初めに正解が届いたリスナーにプレゼントを贈るコーナー。当選者発表時に着順も上位50人くらいまで紹介していた。リスナーからも大好評であり、「リスナーズ・コレクション」とともに「CROSS RADIO 10」へ引き継がれた。

### 八木徹担当時（2002年4月7日 - 2003年3月30日）
- レイジー・ヘイジー・モーニング （7:20頃）

朝に合うインストゥルメンタル曲を2曲続けて放送した。
- （8:30頃）

当時同局のチーフプロデューサーだった松井伸一が登場し、過去の福岡県のミュージックシーンを語った。
- 徹の空耳フリーク （8:50頃）

テレビ朝日系の「タモリ倶楽部」内で放送されていた「空耳アワー」のパクリ。その「空耳アワー」で紹介されたネタを紹介したり、リスナーから空耳ネタを募って番組で検証したりした。
- サンデー・サブジェクト （9:15頃）

長谷川ひろし（長谷川弘志）がコメンテーターとして登場し、世相やニュースなどについて討論した。
- ビデオ・ラボ （9:30頃）

最新のビデオレンタルランキングや、新作ビデオを紹介した。

## エピソードなど
- 初回は前述のとおり11:00まで放送された。番組の終了時、立山律子は間違って「このあとは永松ケンシさんナビゲートのKYUDEN J-POP POWER COUNTDOWNでお楽しみ下さい」と言ってしまったまま番組を終わらせたため、永松ケンシから「KYUDEN J-POP POWER COUNTDOWNは2時45分（14:45）からですよ〜、ここからはCOUNTDOWN KYUSHU HOT 100ですよ〜」とダメ出しされた。
- この番組終了後、この番組は「CROSS SUNDAY MORNING」と改題され、引き続き八木徹が担当した。内容もほとんど変化はなかった。

| CROSS FM 日曜日朝のワイド番組 | CROSS FM 日曜日朝のワイド番組 | CROSS FM 日曜日朝のワイド番組    |
| 前番組                        | 番組名                        | 次番組                           |
| ----------------------------- | ----------------------------- | -------------------------------- |
| BE-FINE SUNDAY (7:00-10:00)   | X FUTURE RADIO ON SUNDAY      | CROSS SUNDAY MORNING (7:00-9:00) |